# Крива Мура
Крива Мура — фрактальна крива, що заповнює простір і є варіантом кривої Гільберта. Була запропонована в 1900 р. американським математиком Еліакимом Гастінгсом Муром (E.H. Moore).

## Властивості
Розмірність Гаусдорфа кривої Мура дорівнює {\displaystyle 2} (її образ є одиничним квадратом, розмірність якого дорівнює 2 при будь-якому визначенні розмірності, а її граф є компактною множиною, гомеоморфною замкнутому одиничному інтервалу з розмірністю Гаусдорфа 2) .
{\displaystyle H_{n}} є {\displaystyle n}-м наближенням до граничної кривої. Евклідова довжина кривої {\displaystyle H_{n}} дорівнює {\displaystyle \textstyle 2^{n}-{1 \over 2^{n}}}, тобто росте експоненціально з {\displaystyle n}, в той же час сама крива завжди лишається в межах квадрата з скінченною площею.

## Представлення в системі Лінденмаєра
Криву Мура можливо описати в L-системі:
Alphabet: L, R
Constants: F, +, −
Axiom: LFL+F+LFL
Production rules:
L → −RF+LFL+FR−
R → +LF−RFR−FL+
Тут F означає «йдемо вперед», + означає «повертаємо вліво на 90°», а − позначає «поворот направо на 90°».

## 3D-узагальнення
Крива Мура третього порядку у тривимірному просторі:

## Напрями використання
На основі кривої Мура можуть бути реалізовані вібраторні або друковані конструкції фрактальних антен, які за своїми характеристиками досить близькі до антен на основі кривої Гільберта.